# Yawhen Barsukow
Yawhen Barsukow (tiếng Belarus: Яўген Барсукоў; tiếng Nga: Евгений Юрьевич Барсуков; sinh 5 tháng 7 năm 1990) là một cầu thủ bóng đá Belarus. Tính đến năm 2017, anh thi đấu cho Dnepr Mogilev.